# Екатерингоф
Екатеринго́ф (нем. Ekaterinhof, Katharinenhof, то есть «двор Екатерины») — исторический пейзажный парк на юго-западе Адмиралтейского района Санкт-Петербурга, ведущий свою историю с петровского времени, когда в устье речки Екатерингофки был выстроен Подзорный дворец. В 1933 году переименован в парк имени 1-го Мая, затем в 1948 году в парк имени 30-летия ВЛКСМ. Первоначальное название было возвращено в 1992 году.

## Расположение
Расположен на острове Екатерингофском, ограниченном рекой Екатерингофкой, Бумажным каналом и рекой Таракановкой в Адмиралтейском районе на границе с Кировским районом в историческом районе Нарвской заставы у современной площади Стачек со станцией метро «Нарвская». От площади Стачек к парку ведёт Перекопская улица. По Лифляндской улице через парк организовано трамвайное и автомобильное движение.
Поблизости расположен Санкт-Петербургский государственный технологический университет растительных полимеров (бывший институт целлюлозно-бумажной промышленности, ЛТИ ЦБП). В районе преобладает дореволюционная, конструктивистская и сталинская застройка.

## Бой в устье Невы
Одно из событий Северной войны, ставшее победоносным для русских войск, произошло рядом в устье Невы и стало этапом в закреплении России на территории будущего Санкт-Петербурга: русские солдаты во главе с Петром I и А. Д. Меншиковым взяли в плен два шведских корабля «Гедан» и «Астрильд» 6 мая 1703 года через несколько дней после взятия основной шведской твердыни на территории будущей российской столицы — крепости Ниеншанц в восточной части невской дельты. Это дало основание в последующие годы устраивать в Екатерингофе по указу Петра I майские праздники, ставшие весьма популярными у петербуржцев задолго до того, как рабочие маёвки в конце XIX века стали связываться с борьбой рабочих за свои права и международной солидарностью трудящихся.

## Ранний период
Деревянный Екатерингофский дворец появился в 1711 году на южном берегу устья реки Невы как загородная резиденция Екатерины I — жены Петра I. Эти земли Пётр подарил жене уже через несколько лет после отвоевания у шведов. Неподалёку на соседних островах находились и царский Подзорный дворец, и отведенные их дочерям усадьбы Анненгоф и Елизаветгоф (не сохранились). Так как местность была заболоченной, её забросили после смерти Петра. Местность у усадьбы, прозванная «Чёртовой пустошью» — обросла городскими легендами, что якобы там ночью веселилась нечисть, которую могли увидеть запоздалые путники. После того, как Александр I организовал народные гуляния, местность рядом с парком продолжали бояться и называть Чёртовой пустошью. В начале XX века пустошь выкупил фабрикант Шаканиди, увлекавшийся спиритическими сеансами.
От разобранного на дрова в 1926 году дворца императрицы получила название речка Екатерингофка, являющаяся западной границей всего парка и его старой, западной части.

## Увеселительный парк
В XIX веке Екатерингофский парк стал общедоступным местом гуляний и превратился в излюбленное место отдыха петербуржцев. Проспект Римского-Корсакова, ведущий из центра города в сторону парка, в то время назывался Екатерингофским.
В 1823 году по инициативе военного генерал-губернатора Петербурга графа М. А. Милорадовича парк был благоустроен и капитально преобразован постройкой новых зданий, спроектированных архитектором О. Монферраном. В 1830-е Екатерингоф стал местом традиционных гуляний петербуржцев. Особенно многолюдными были гулянья в день 1 мая, городского праздника весны. «Место сие, — писала I мая 1824 года газета „Русский инвалид“, — прежде столь уединенное и мало украшенное Искусством, превратилось ныне, как бы некоторым очарованием, в прекрасные сады и гульбища»
В парке по проектам О. Монферрана были построены павильоны, свободно размещённые в пространстве и оформленные в разных неостилях. Вблизи берега Екатерингофки встали два деревянных павильона «в готическом вкусе»: Ферма с башенкой-бельведером и Львиный павильон, увенчанный высоким шпилем. По другую сторону прогулочного шоссе, в пейзажной части парка Монферран построил большой павильон также в готическом стиле, предназначенный для концертов и летних балов. Этот павильон назывался «вокзалом» (так в России стали называть разные загородные и полузагородные сооружения, предназначенные для развлечения публики). «В готическом вкусе», со стрельчатыми арками, было возведено ещё одно большое здание: Катальная горка. Неподалёку от вокзала, в Детском садике, Монферран расположил Мавританский павильон (Pavillon Moresque), оформленный в экзотическом «восточном вкусе». А в некотором отдалении, рядом с небольшим живописным озером, Монферран построил здание Русского трактира. Парк окружала живописно петлявшая речка. Одной из достопримечательностей парка был первый в России новаторский цепной мост, спроектированный инженером П. Базеном. Четыре цепи моста опирались на пилоны, сделанные в виде массивных готических колонн.
По оценке доктора искусствоведения А. Л. Пунина, важность построенного Монферраном паркового комплекса в том, что он стал первым в истории русской архитектуры проявлением нового творческого метода, который шёл на смену классицизму и прокладывал дорогу эклектике.
Константин Тон построил неподалёку, на Старо-Петергофском проспекте, первый храм в русско-византийском стиле — Екатерининскую церковь (не сохранилась).
Екатерингоф часто упоминается в произведениях русской классической литературы, включая романы «Обломов» и «Идиот». С появлением Путиловского завода Екатерингоф превращается в фабрично-заводскую окраину города.

## Советское время
В советское время парк, получивший в 1948 году название имени 30-летия ВЛКСМ, имел районное значение.
В ходе благоустройства парадной (восточной) части парка после войны там был установлен памятник героям Краснодона (копия памятника «Клятва», что в Краснодоне): молодым подпольщикам из организации «Молодая гвардия», боровшимся во время Великой Отечественной войны с немецко-фашистскими оккупантами в Ворошиловградской (Луганской) области Украинской ССР. На памятнике можно обнаружить профиль Сталина — это одно из трёх сохранившихся в Петербурге исторических скульптурных изображений генсека. В этой же части были устроены кафе, некоторое количество аттракционов и лодочная станция, сохранившиеся до XXI века.
В западной, более старой части парка в советский период появились небольшой стадион и конно-спортивная школа, действующие и в XXI веке. Эта часть парка более запущена.

### Скульптуры «Моряк» и «Девушка с лентой»
На берегу пруда, на стороне, противоположной памятнику героям Краснодона, в историческом пейзажном парке «Екатерингоф» были установлены скульптуры «Моряк» и «Девушка с лентой». От скульптур остались постаменты. Сами скульптуры были повреждены вандалами в 1990-х годах, тогда же сняты и отправлены на хранение в хозяйственный двор парка, а в 2006 году украдены. Восстанавливать их не планируется.

## Современность
В постсоветское время было предложено несколько проектов реконструкции западного Екатерингофа. В частности, предполагалось воссоздать на прежних местах парковые сооружения XVIII—XIX веков — Мавританский и Львиный павильоны, а также даже дворец Екатерины I. По состоянию на 2010 год был лишь залит бетоном фундамент одного из павильонов и установлена мемориальная табличка о первой русской морской победе, затем поврежденная вандалами. Проведён ремонт Лифляндской улицы, рассекающей парк на две части.

## Достопримечательности
- Архитектурно-планировочное решение парка с системой прудов.
- Памятник «Героям Краснодона»[15].

В окрестностях расположены:
- Нарвские триумфальные ворота.
- Подворье Валаамского монастыря.
- Дворец культуры имени А. М. Горького
- Нарвская (станция метро)
- Памятник Л. А. Говорову
- Церковь Богоявления на Гутуевском острове[21]